# Alain Chevrier
Pour les articles homonymes, voir Chevrier (homonymie).
Pour le psychiatre et auteur français, voir Alain Chevrier (auteur).
Alain Guy Chevrier (né le 23 avril 1961 à Cornwall ville de l'Ontario au Canada) est un joueur professionnel de hockey sur glace. Il a joué en tant que professionnel entre 1985 et 1991 en tant que gardien de but.

## Carrière
Il commence sa carrière en 1978-1979 dans la Ligue de hockey junior majeur du Québec avec les Royals de Cornwall, l'équipe junior de la Ligue canadienne de hockey de sa ville natale. La saison suivante, il rejoint les Sénateurs d'Ottawa junior puis il rejoint les rangs du championnat universitaire.
Il reste la gardien de but des Redhawks de Miami pendant quatre saisons et lors de sa première saison, il est élu meilleur joueur dans sa première saison et deux ans plus tard, il est le meilleur défenseur de l'équipe. Il rejoint pour une saison les Komets de Fort Wayne de la Ligue internationale de hockey en 1984 puis le 31 mai 1985, il signe son premier contrat professionnel avec les Devils du New Jersey. Premier ancien des Redhawks à jouer dans la LNH, il est l'un multiples des gardiens de la saison des Devils mais il va être le gardien de l'équipe lors des deux saisons suivantes.
Le 19 juillet 1988, il rejoint les Jets de Winnipeg en retour de Steve Rooney. Il ne reste que quelques mois avec les Jets avant de rejoindre pour la fin de la saison 1988-1989 les Blackhawks de Chicago. Le 6 mars 1990, il change une nouvelle fois de maillot et signe pour les Penguins de Pittsburgh. Le 5 juillet 1990, il signe pour les Red Wings de Détroit mais ne joue que trois matchs pour la franchise avant de rejoindre les rangs des Gulls de San Diego de la LIH.

## Statistiques

### Statistiques en club
| Saison     | Équipe                    | Ligue      |     | Saison régulière | Saison régulière | Saison régulière | Saison régulière | Saison régulière | Saison régulière | Saison régulière | Saison régulière | Saison régulière | Saison régulière |   | Séries éliminatoires | Séries éliminatoires | Séries éliminatoires | Séries éliminatoires | Séries éliminatoires | Séries éliminatoires | Séries éliminatoires | Séries éliminatoires | Séries éliminatoires |
| Saison     | Équipe                    | Ligue      | PJ  | V                | D                | Pr/N             | Min              | BC               | Moy              | % Arr            | Bl               | Pun              | PJ               | V | D                    | Min                  | BC                   | Moy                  | % Arr                | Bl                   | Pun                  |                      |                      |
| 1978-1979  | Royals de Cornwall        | LHJMQ      | 7   |                  |                  |                  | 332              | 37               | 6,69             |                  | 0                | 0                | -                | - | -                    | -                    | -                    | -                    | -                    | -                    | -                    |                      |                      |
| 1979-1980  | Sénateurs d'Ottawa junior |            | 34  |                  |                  |                  | 1 818            | 119              | 3,93             |                  | 0                |                  | -                | - | -                    | -                    | -                    | -                    | -                    | -                    | -                    |                      |                      |
| 1980-1981  | Redhawks de Miami         | CCHA       | 16  |                  |                  |                  | 778              | 44               | 3,39             |                  | 0                |                  | -                | - | -                    | -                    | -                    | -                    | -                    | -                    | -                    |                      |                      |
| 1981-1982  | Redhawks de Miami         | CCHA       | 19  | 8                | 10               | 1                | 1 053            | 73               | 4,16             |                  | 0                |                  | -                | - | -                    | -                    | -                    | -                    | -                    | -                    | -                    |                      |                      |
| 1982-1983  | Redhawks de Miami         | CCHA       | 33  | 15               | 16               | 1                | 1 894            | 125              | 3,96             |                  | 0                | 0                | -                | - | -                    | -                    | -                    | -                    | -                    | -                    | -                    |                      |                      |
| 1983-1984  | Redhawks de Miami         | CCHA       | 32  | 9                | 19               | 1                | 1 509            | 123              | 4,89             |                  | 0                | 0                | -                | - | -                    | -                    | -                    | -                    | -                    | -                    | -                    |                      |                      |
| 1984-1985  | Komets de Fort Wayne      | LIH        | 56  | 26               | 21               | 7                | 3 219            | 194              | 3,62             |                  | 0                | 8                | 9                | 5 | 4                    | 556                  | 28                   | 3,02                 |                      | 0                    | 2                    |                      |                      |
| 1985-1986  | Devils du New Jersey      | LNH        | 37  | 11               | 18               | 2                | 1 862            | 143              | 4,61             | 85,0             | 0                | 0                | -                | - | -                    | -                    | -                    | -                    | -                    | -                    | -                    |                      |                      |
| 1986-1987  | Devils du New Jersey      | LNH        | 58  | 24               | 26               | 2                | 3 153            | 227              | 4,32             | 87,3             | 0                | 17               | -                | - | -                    | -                    | -                    | -                    | -                    | -                    | -                    |                      |                      |
| 1987-1988  | Devils du New Jersey      | LNH        | 45  | 18               | 19               | 3                | 2 351            | 148              | 3,78             | 86,7             | 1                | 8                | -                | - | -                    | -                    | -                    | -                    | -                    | -                    | -                    |                      |                      |
| 1988-1989  | Jets de Winnipeg          | LNH        | 22  | 8                | 8                | 2                | 1 093            | 78               | 4,29             | 85,9             | 1                | 2                | -                | - | -                    | -                    | -                    | -                    | -                    | -                    | -                    |                      |                      |
| 1988-1989  | Blackhawks de Chicago     | LNH        | 27  | 13               | 11               | 2                | 1 574            | 92               | 3,51             | 87,5             | 0                | 0                | 16               | 9 | 7                    | 1 013                | 44                   | 2,61                 | 90,9                 | 0                    | 0                    |                      |                      |
| 1989-1990  | Blackhawks de Chicago     | LNH        | 39  | 16               | 14               | 3                | 1 894            | 132              | 4,18             | 85,3             | 0                | 6                | -                | - | -                    | -                    | -                    | -                    | -                    | -                    | -                    |                      |                      |
| 1989-1990  | Penguins de Pittsburgh    | LNH        | 3   | 1                | 2                | 0                | 167              | 14               | 5,06             | 84,3             | 0                | 2                | -                | - | -                    | -                    | -                    | -                    | -                    | -                    | -                    |                      |                      |
| 1990-1991  | Red Wings de Détroit      | LNH        | 3   | 0                | 2                | 0                | 108              | 55               | 6,14             | 80,0             | 0                | 0                | -                | - | -                    | -                    | -                    | -                    | -                    | -                    | -                    |                      |                      |
| 1990-1991  | Gulls de San Diego        | LIH        | 32  | 10               | 16               | 1                | 1 689            | 124              | 4,40             |                  | 0                | 11               | -                | - | -                    | -                    | -                    | -                    | -                    | -                    | -                    |                      |                      |
| Totaux LNH | Totaux LNH                | Totaux LNH | 234 | 91               | 100              | 14               | 12 199           | 845              | 4,16             | 86,6             | 2                | 35               | 16               | 9 | 7                    | 1 013                | 44                   | 2,61                 | 90,9                 | 0                    | 0                    |                      |                      |